# Све ће то народ позлатити (филм из 1995)
Све ће то народ позлатити је југословенски телевизијски филм и анти-ратна драма снимљена 1995. године у продукцији Телевизије Београд према истоименој приповеци Лазе Лазаревића из 1882. године. Редитељ је Дејан Баја Ћорковић, док је сценарио адаптирао Звонимир Костић. Директор фотографије био је Живота Неимаревић, сценограф Слободан Рундо, костимограф Мира Чохаџић, композитор Зоран Христић и монтажер Александар Андријевски.

## Радња
Радња филма се дешава током српско-турског рата. Благоје, капетан и други јунаци приче проводе ноћ заједно, у прљавој крчми, чекајући лађу забринути шта ће им она донети. Ова потресна прича открива друштвену истину, која представља и данас национални проблем. Жртвовање човека за државу која га након његовог инвалидитета заборавља и оставља на улици. Напуштен од земље којој је све дао бива принуђен да проси.

## Улоге
| Глумац                | Улога                    |
| --------------------- | ------------------------ |
| Петар Краљ            | Благоје, казанџија       |
| Борис Комненић        | Капетан Танасије Јеличић |
| Иван Бекјарев         | Газда Давид, меанџија    |
| Михајло Миша Јанкетић | Капетан                  |
| Владан Гајовић        | Благојев син             |
| Драгомир Фелба        | Старац                   |
| Љубомир Ћипранић      | Конобар                  |
| Драгомир Чумић        | Продавац накита          |
| Боривоје Кандић       | Божидар, посилни         |
| Данило Лазовић        | Црногорац                |
| Љиљана Драгутиновић   | Јетрва                   |
| Катарина Вићентијевић | Јетрва                   |
| Борис Исаковић        | Српски војник            |
| Горан Султановић      | Бележник                 |
| Љубивоје Тадић        | Пера Тодоровић           |
| Мирсад Тука           | Српски војник            |
| Власта Велисављевић   | Полицијски службеник     |
| Соња Јауковић         |                          |
| Богдан Кузмановић     |                          |
| Ратко Милетић         |                          |
| Богосава Никшић       |                          |
| Александар Радојичић  |                          |
| Соња Кнежевић         |                          |
| Мирољуб Ђорђевић      |                          |
| Мила Гец              |                          |